# Bokgördelmätare
Bokgördelmätare (Cyclophora linearia) är en fjärilsart som beskrevs av Jacob Hübner 1798. Bokgördelmätare ingår i släktet Cyclophora och familjen mätare, Geometridae. Arten är reproducerande i Sverige. Inga underarter finns listade i Catalogue of Life.

## Bildgalleri

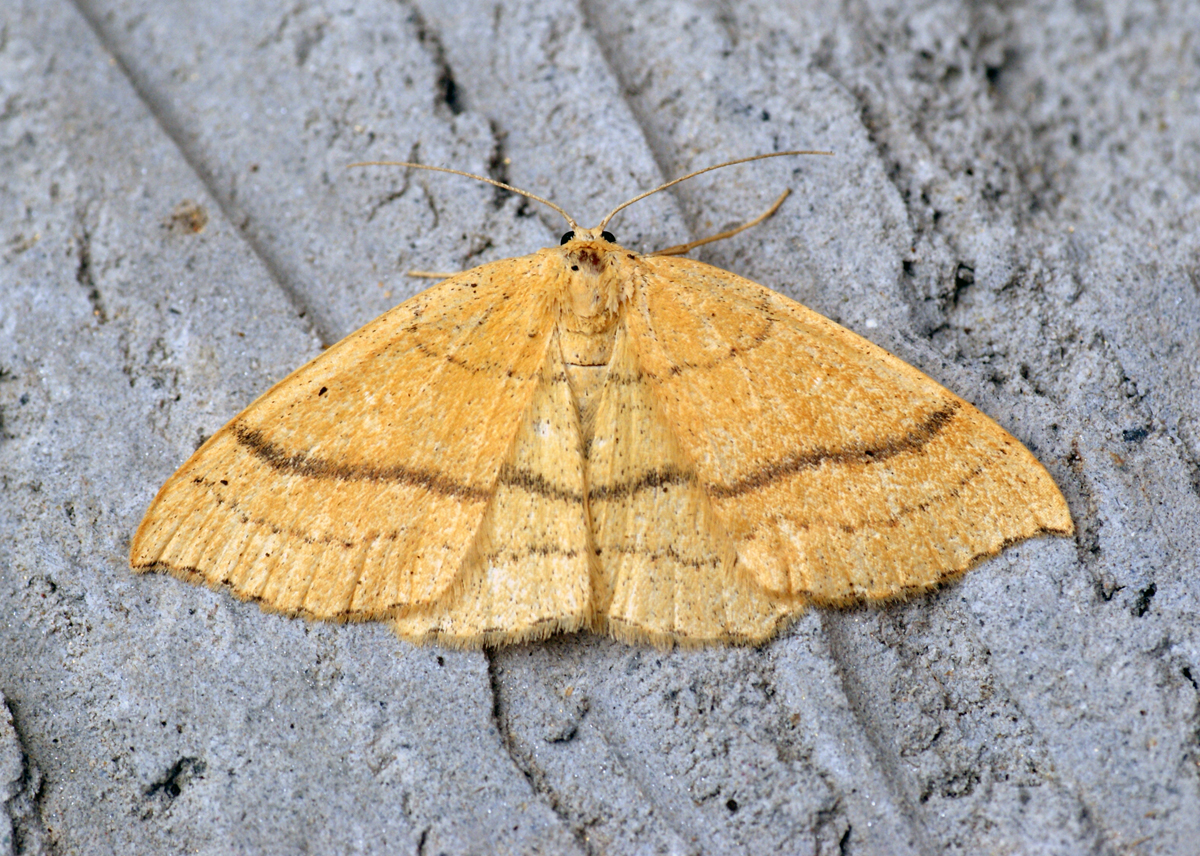
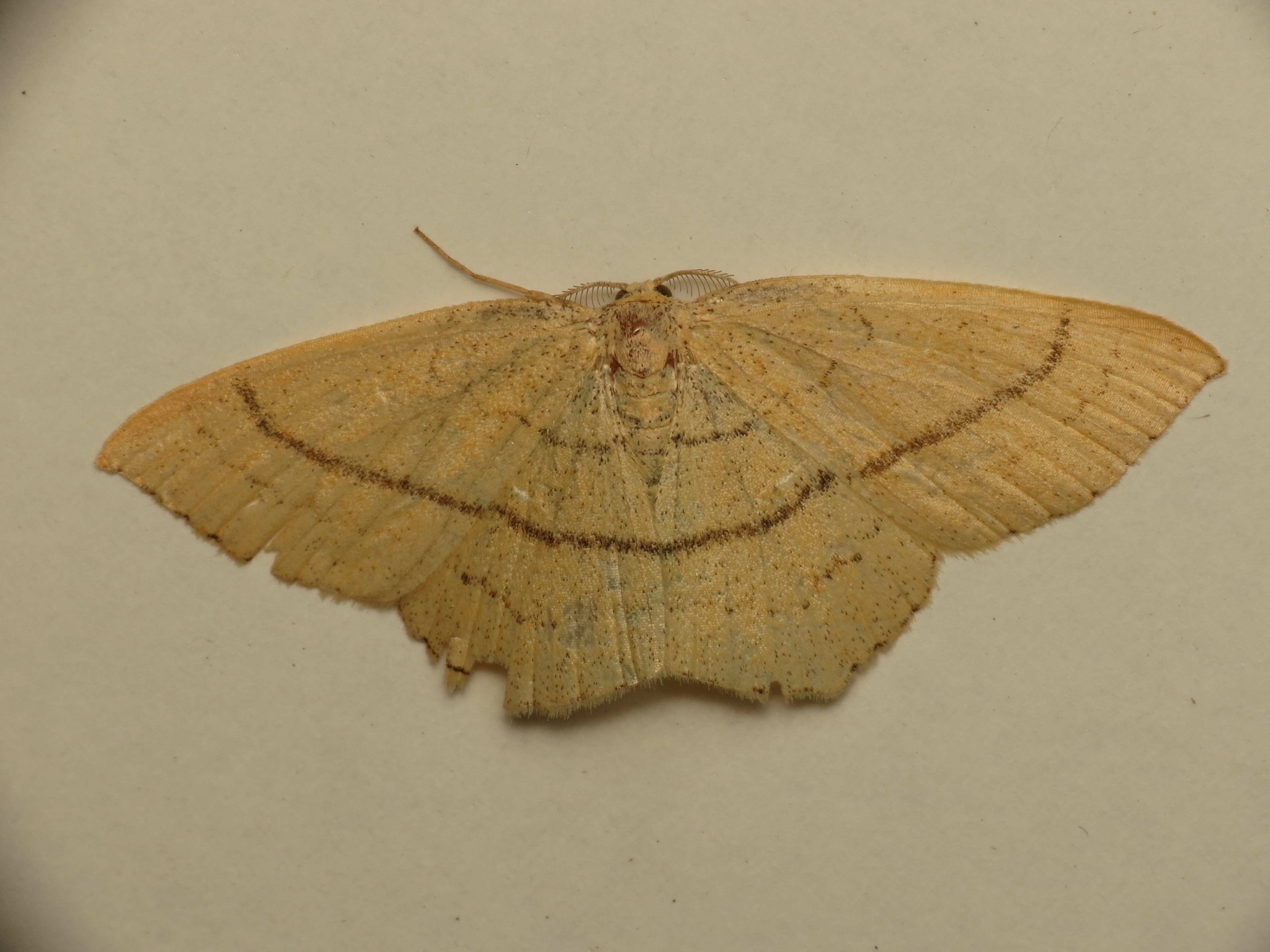
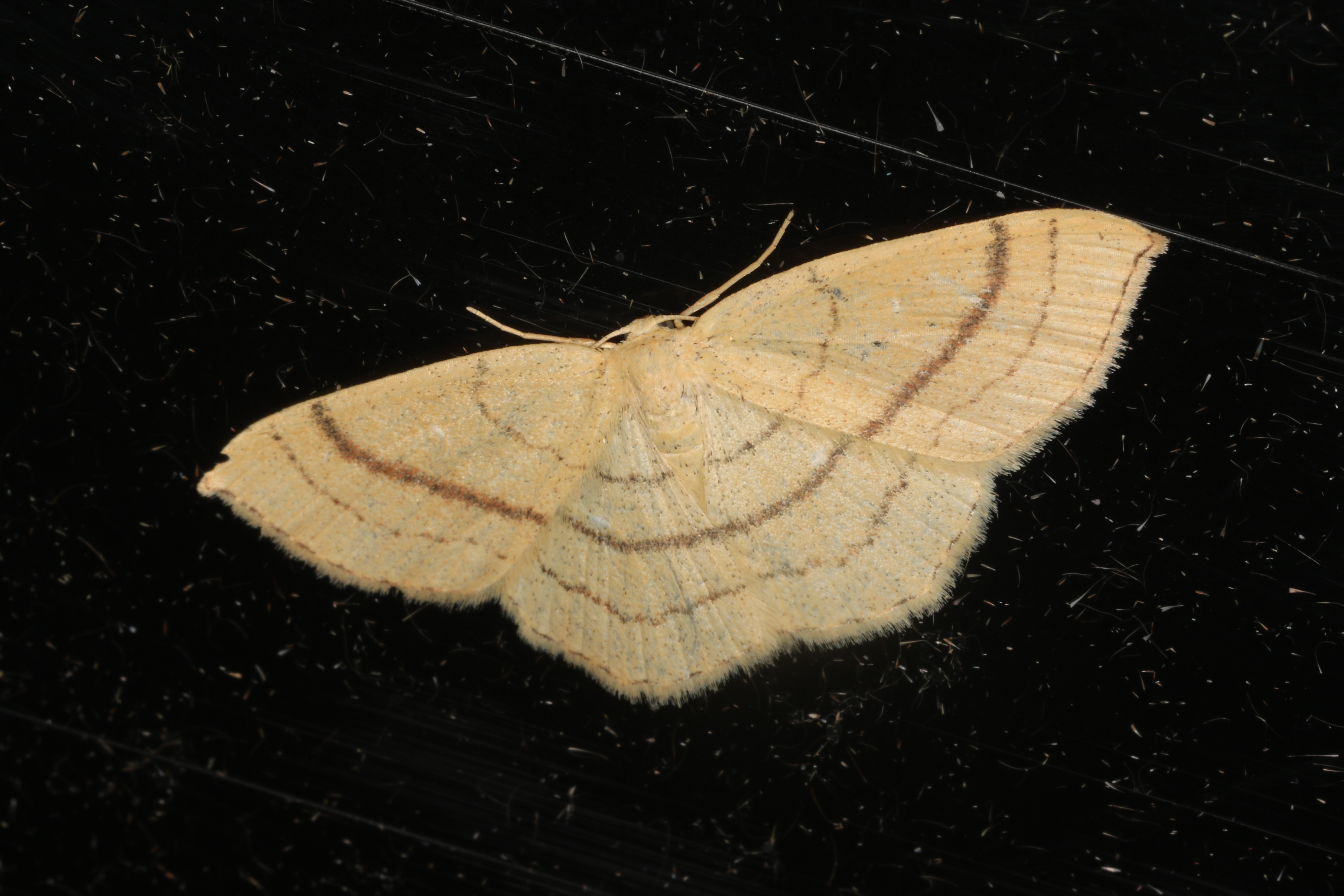